# Afrotrichloris
Afrotrichloris là một chi thực vật có hoa trong họ Hòa thảo (Poaceae).

## Loài
Chi Afrotrichloris gồm các loài: